# Gagrella
Gagrella – rodzaj kosarzy z podrzędu Eupnoi i rodziny Sclerosomatidae. Licząc blisko 240 opisanych gatunków jest najliczniejszym rodzajem kosarzy. Gatunkiem typowym dla rodzaju jest Gargella plebeja.

## Występowanie
Przedstawiciele rodzaju zamieszkują Azję od Indii i Nepalu, po Japonię, Filipiny i Nową Gwineę.

## Systematyka
Opisano dotąd 238 gatunków kosarzy z tego rodzaju:
| - Gagrella aenescens Thorell, 1889 - Gagrella aenigra Roewer, 1954 - Gagrella albertisii Thorell, 1876 - Gagrella albicoxata Roewer, 1954 - Gagrella albifrons Roewer, 1915 - Gagrella albipunctata Suzuki, 1977 - Gagrella amboinensis (Doleschall, 1857) - Gagrella annapurnica J. Martens, 1987 - Gagrella annulatipes Roewer, 1912 - Gagrella aorana Roewer, 1954 - Gagrella apoensis Suzuki, 1977 - Gagrella argentea Roewer, 1913 - Gagrella armillata Thorell, 1889 - Gagrella arthrocentra Roewer, 1910 - Gagrella asperula (Roewer, 1955) - Gagrella atra (Roewer, 1929) - Gagrella atrata Stoliczka, 1869 - Gagrella atrorubra Simon, 1901 - Gagrella aura - Gagrella aurantiaca (Roewer, 1929) - Gagrella aureolata Roewer, 1915 - Gagrella aurispina Roewer, 1954 - Gagrella auromaculata Roewer, 1954 - Gagrella auroscutata Roewer, 1954 - Gagrella beauforti Roewer, 1911 - Gagrella bella Roewer, 1954 - Gagrella bengalica Roewer, 1954 - Gagrella biarmata Roewer, 1954 - Gagrella bicolor (Roewer, 1915) - Gagrella bicolorispina Roewer, 1954 - Gagrella binotata Simon, 1887 - Gagrella biseriata Simon, 1901 - Gagrella biseriata (Roewer, 1912) - Gagrella borneoensis Roewer, 1954 - Gagrella brunnea Roewer, 1954 - Gagrella buruana Roewer, 1954 - Gagrella caerulea Roewer, 1910 - Gagrella cana Roewer, 1954 - Gagrella carinia Roewer, 1936 - Gagrella ceramensis Roewer, 1911 - Gagrella cerata Roewer, 1913 - Gagrella cervina Simon, 1887 - Gagrella ceylonensis Karsch, 1891 - Gagrella cinctipes (Banks, 1930) - Gagrella cinerascens Roewer, 1910 - Gagrella concinna Thorell, 1891 - Gagrella coriacea Roewer, 1910 - Gagrella corrugata Roewer, 1954 - Gagrella crassitarsis Suzuki, 1970 - Gagrella cruciata Roewer, 1923 - Gagrella cuprea Roewer, 1910 - Gagrella cuprinitens Roewer, 1954 - Gagrella curuanica S. Suzuki, 1982 - Gagrella curvispina Roewer, 1913 - Gagrella cyanargentea Roewer, 1915 - Gagrella cyanatra Roewer, 1954 - Gagrella delicatula Roewer, 1954 - Gagrella denticulata S.Suzuki, 1976 - Gagrella denticulatifrons Roewer, 1954 - Gagrella diluta (Roewer, 1929) - Gagrella disticta Thorell, 1889 - Gagrella dubia Giltay, 1930 - Gagrella duplex Roewer, 1915 - Gagrella elegans Simon, 1877 - Gagrella ephippiata Thorell, 1891 - Gagrella erebea Thorell, 1889 - Gagrella feae Thorell, 1889 - Gagrella figurata (Roewer, 1923) - Gagrella flava Roewer, 1910 - Gagrella flavimaculata With, 1903 - Gagrella fokiensis Roewer, 1954 - Gagrella foveolata Roewer, 1923 - Gagrella fragilis With, 1903 - Gagrella franzi J. Martens, 1987 - Gagrella fulva Roewer, 1910 - Gagrella fuscipes Roewer, 1910 - Gagrella godavariensis Suzuki, 1970 - Gagrella gracilis (Roewer, 1910) - Gagrella grandissima Mello-Leitão, 1944 - Gagrella grandis (Roewer, 1910) - Gagrella granobunus Roewer, 1954 - Gagrella granulata (Roewer, 1954) - Gagrella gravelyi Roewer, 1912 - Gagrella grisea Roewer, 1911 - Gagrella guttata Karsch, 1881 - Gagrella hainanensis Roewer, 1911 - Gagrella hansenii With, 1903 - Gagrella hasseltii Thorell, 1891 - Gagrella heinrichi Roewer, 1954 - Gagrella hirta With, 1903 - Gagrella histrionica Thorell, 1889 - Gagrella impressata (Roewer, 1955) - Gagrella indochinensis Roewer, 1927 - Gagrella infuscata Roewer, 1911 - Gagrella insculpta Pocock, 1897 - Gagrella insulana Roewer, 1954 - Gagrella iwamasai Suzuki, 1977 - Gagrella javana (Roewer, 1954) - Gagrella kanaria (Roewer, 1929) - Gagrella laciniipes (Roewer, 1955) - Gagrella lateitia Roewer, 1954 - Gagrella leopoldi Giltay, 1930 - Gagrella lepida Thorell, 1889 - Gagrella leucobunus Roewer, 1912 - Gagrella leucobunus (Roewer, 1954) - Gagrella lineatipes Roewer, 1911 - Gagrella longipalpis Thorell, 1891 - Gagrella longipes S. Suzuki, 1982 - Gagrella longispina Roewer, 1913 - Gagrella luteofrontalis Roewer, 1910 - Gagrella luteomaculata S. Suzuki, 1982 - Gagrella luzonica Loman, 1902 | - Gagrella maculipes (Banks, 1930) - Gagrella magnifica Roewer, 1910 - Gagrella maindroni Simon, 1897 - Gagrella malabarica Roewer, 1954 - Gagrella malkini Suzuki, 1977 - Gagrella marginata Roewer, 1954 - Gagrella matherania (Roewer, 1915) - Gagrella melanobunus Suzuki, 1977 - Gagrella mertoni Strand, 1911 - Gagrella mindanaoensis Suzuki, 1977 - Gagrella minuta Roewer, 1954 - Gagrella mjobergi (Banks, 1930) - Gagrella moluccana (Roewer, 1954) - Gagrella monticola Thorell, 1891 - Gagrella natuna Roewer, 1912 - Gagrella neocera Forster, 1949 - Gagrella nigerrima (Roewer, 1910) - Gagrella nigra (Roewer, 1955) - Gagrella nigrescens Roewer, 1954 - Gagrella nigripalpis Roewer, 1910 - Gagrella nigripes (Banks, 1930) - Gagrella niponica Roewer, 1954 - Gagrella nobilis With, 1903 - Gagrella nocticolor Thorell, 1889 - Gagrella obscura Simon, 1877 - Gagrella ochracea (Roewer, 1954) - Gagrella ochroleuca Roewer, 1954 - Gagrella opaca Roewer, 1954 - Gagrella orientalis (Roewer, 1954) - Gagrella ornata Roewer, 1910 - Gagrella ovata (Sato & Suzuki, 1938) - Gagrella pahangia (Roewer, 1954) - Gagrella palawanica Suzuki, 1977 - Gagrella parallela Roewer, 1931 - Gagrella patalungensis Simon, 1901 - Gagrella paupera With, 1905 - Gagrella peguana (Roewer, 1955) - Gagrella perfecta (Roewer, 1954) - Gagrella plebeja (Thorell, 1889) - Gagrella prasina Roewer, 1911 - Gagrella pretiosa (Banks, 1930) - Gagrella promeana Roewer, 1954 - Gagrella pullata Thorell, 1891 - Gagrella pumilio Karsch, 1881 - Gagrella punctata Roewer, 1954 - Gagrella quadrimaculata Roewer, 1954 - Gagrella quadriseiata Roewer, 1954 - Gagrella quadrivittata Simon, 1887 - Gagrella reticulata Suzuki, 1977 - Gagrella reunionis (Roewer, 1954) - Gagrella rorida Roewer, 1954 - Gagrella rubra (Roewer, 1910) - Gagrella rufa Roewer, 1954 - Gagrella rugosa (Roewer, 1955) - Gagrella sadona Roewer, 1954 - Gagrella sampitia Roewer, 1954 - Gagrella sarasinorum Roewer, 1913 - Gagrella sarawakensis With, 1905 - Gagrella satarana Roewer, 1954 - Gagrella satoi (Roewer, 1955) - Gagrella scabra Roewer, 1912 - Gagrella scintillans Roewer, 1910 - Gagrella scorbiculata Thorell, 1891 - Gagrella scutaurea Roewer, 1954 - Gagrella semangkokensis Suzuki, 1972 - Gagrella semigranosa Simon, 1901 - Gagrella serrulata Roewer, 1910 - Gagrella sexmaculata Suzuki, 1970 - Gagrella sherriffsi Roewer, 1954 - Gagrella signata Stoliczka, 1869 - Gagrella similaris (Roewer, 1955) - Gagrella similis (Roewer, 1911) - Gagrella similis Suzuki, 1977 - Gagrella sinensis Roewer, 1954 - Gagrella speciosa (Roewer, 1912) - Gagrella speciosa Roewer, 1911 - Gagrella spinacantha Roewer, 1936 - Gagrella spinoculata Roewer, 1931 - Gagrella spinulosa Thorell, 1889 - Gagrella splendens With, 1903 - Gagrella strinatii (Silhavý, 1974) - Gagrella subfusca Roewer, 1910 - Gagrella sulphurea Roewer, 1912 - Gagrella suluana Roewer, 1954 - Gagrella sumatrana (S. Suzuki, 1982) - Gagrella sumba Roewer, 1954 - Gagrella tenuipalpis Suzuki, 1977 - Gagrella testacea Roewer, 1954 - Gagrella thaiensis S. Suzuki, 1982 - Gagrella thienemanni (Roewer, 1931) - Gagrella thorelli (Banks, 1930) - Gagrella tibialis Roewer, 1931 - Gagrella tinjurae J. Martens, 1987 - Gagrella transversalis (Roewer, 1912) - Gagrella triangularis With, 1903 - Gagrella tricolor Roewer, 1954 - Gagrella tristis (Thorell, 1889) - Gagrella trochanteralis (Roewer, 1955) - Gagrella tuberculata Roewer, 1913 - Gagrella turki Roewer, 1954 - Gagrella unicolor (Roewer, 1912) - Gagrella unispinosa With, 1903 - Gagrella varians With, 1903 - Gagrella victoria Roewer, 1954 - Gagrella viridalba Roewer, 1954 - Gagrella viridargentea Roewer, 1954 - Gagrella vittata (Roewe, 1910) - Gagrella vulcanica (Doleschall, 1857) - Gagrella wangi (Zhu & Song, 1999) - Gagrella werneri Suzuki, 1977 - Gagrella withi Mello-Leitão, 1944 - Gagrella yuennanensis (Roewer, 1910) - Gagrella yodoensis Roewer, 1954 |